# Лукавица (Лопаре)
Лукавица је насељено мјесто у општини Лопаре, Република Српска, БиХ. Према попису становништва из 2013, у насељу је живио свега 51 становник.

## Становништво
Према попису становништва из 1991. године, мјесто је имало 687 становника.
| Демографија | Демографија | Демографија |
| Година      | Становника  | Становника  |
| ----------- | ----------- | ----------- |
| 1961.       | 631         |             |
| 1971.       | 728         |             |
| 1981.       | 835         |             |
| 1991.       | 682         |             |